# Yūzō Kurihara
Yuzo Kurihara (栗原 勇蔵 Kurihara Yūzō?, Seya-ku, Yokohama, Kanagawa, 18 de septiembre de 1983) es un exfutbolista japonés que jugaba de defensa y desarrolló toda su carrera en el Yokohama F. Marinos.
El 2 de diciembre de 2019 anunció su retirada tras 18 años como profesional.

## Selección nacional
Fue internacional con la selección de fútbol de Japón en 20 ocasiones en las que anotó tres goles.

### Participaciones en Copas del Mundo
| Mundial                       | Edición                     | Resultado        |
| ----------------------------- | --------------------------- | ---------------- |
| Copa Mundial de Fútbol Sub-20 | Emiratos Árabes Unidos 2003 | Cuartos de final |

## Clubes
| Club                | País  | Año       |
| ------------------- | ----- | --------- |
| Yokohama F. Marinos | Japón | 2002-2019 |

## Palmarés

### Campeonatos nacionales
| Título             | Club                | País  | Año  |
| ------------------ | ------------------- | ----- | ---- |
| J1 League          | Yokohama F. Marinos | Japón | 2003 |
| J1 League          | Yokohama F. Marinos | Japón | 2004 |
| Copa del Emperador | Yokohama F. Marinos | Japón | 2013 |
| J1 League          | Yokohama F. Marinos | Japón | 2019 |

### Campeonatos internacionales
| Título              | Club (*) | País          | Año  |
| ------------------- | -------- | ------------- | ---- |
| Campeonato EAFF E-1 | Japón    | Corea del Sur | 2013 |

(*) Incluyendo la selección.